# Glaucobotys spiniformis
Glaucobotys spiniformis là một loài bướm đêm trong họ Crambidae. Chúng là loài duy nhất trong chi Glaucobotys, thường được tìm thấy ở Kenya.